# أمان أباد
أمان أباد (بالفارسية: امان‌آباد) هي قرية تقع في إيران في قسم أمان أباد الريفي. يقدر عدد سكانها بـ 1,926 نسمة .